# Dragon Wagon
Dragon Wagon is een stalen achtbaan in het Canadese attractiepark Galaxyland. De achtbaan werd geopend in 1993 en is tot op heden operationeel.